# Heidi von Plato
Heidi von Plato (* 1944 in Altenburg/Thüringen) ist eine deutsche  Schriftstellerin und Dramaturgin.

## Leben
Heidi von Plato übersiedelte 1952 nach West-Berlin und wuchs dort auf. Sie studierte Psychologie und Germanistik an der Freien Universität Berlin. Anschließend war sie als wissenschaftliche Assistentin für Kunstpsychologie an der Hochschule der Künste Berlin und als Dramaturgin an verschiedenen Theatern tätig. Seit 1990 lebt sie als freie Schriftstellerin in Berlin.
Heidi von Plato ist Verfasserin von erzählerischen Werken, Theaterstücken und Hörspielen.
Heidi von Plato ist Mitglied der Berliner Neuen Gesellschaft für Literatur. 1993 erhielt sie ein Stipendium des Künstlerhauses Schloss Wiepersdorf, 1994 ein Arbeitsstipendium des Berliner Senats sowie 1996 den Dramatikerpreis der Hamburger Volksbühne für ihr Stück Der elektrische Reiter. 

## Werke
- Hasenjagd, Frankfurt am Main 1990
- Der elektrische Reiter, Frankfurt am Main 1992
- Online, Frankfurt am Main 1996
- Die Betonkaiserin, Frankfurt am Main 1997
- Damensolo, Frankfurt am Main 1997
- Hampel und Trampel, Frankfurt am Main 1999
- Das haarige Mädchen, Berlin 2005
- Das verschwundene Manuskript. Ein Georg-Büchner-Roman, Berlin, Anthea Verlag, 2013